# Panisopelma mariorum
Panisopelma mariorum är en insektsart som beskrevs av Burckhardt och Ouvrard 2006. Panisopelma mariorum ingår i släktet Panisopelma och familjen rundbladloppor. Inga underarter finns listade i Catalogue of Life.